# 蓝鹇
藍腹鷴（學名：Lophura swinhoii），別名藍鷴，山雞，俗稱臺灣山雞，為台灣特有種，第二級珍貴稀有保育類，雉科鷴屬，雄鳥軀體幾乎皆為藍色，因而得名。阿里山鄒族稱「toevosʉ」。

## 分布

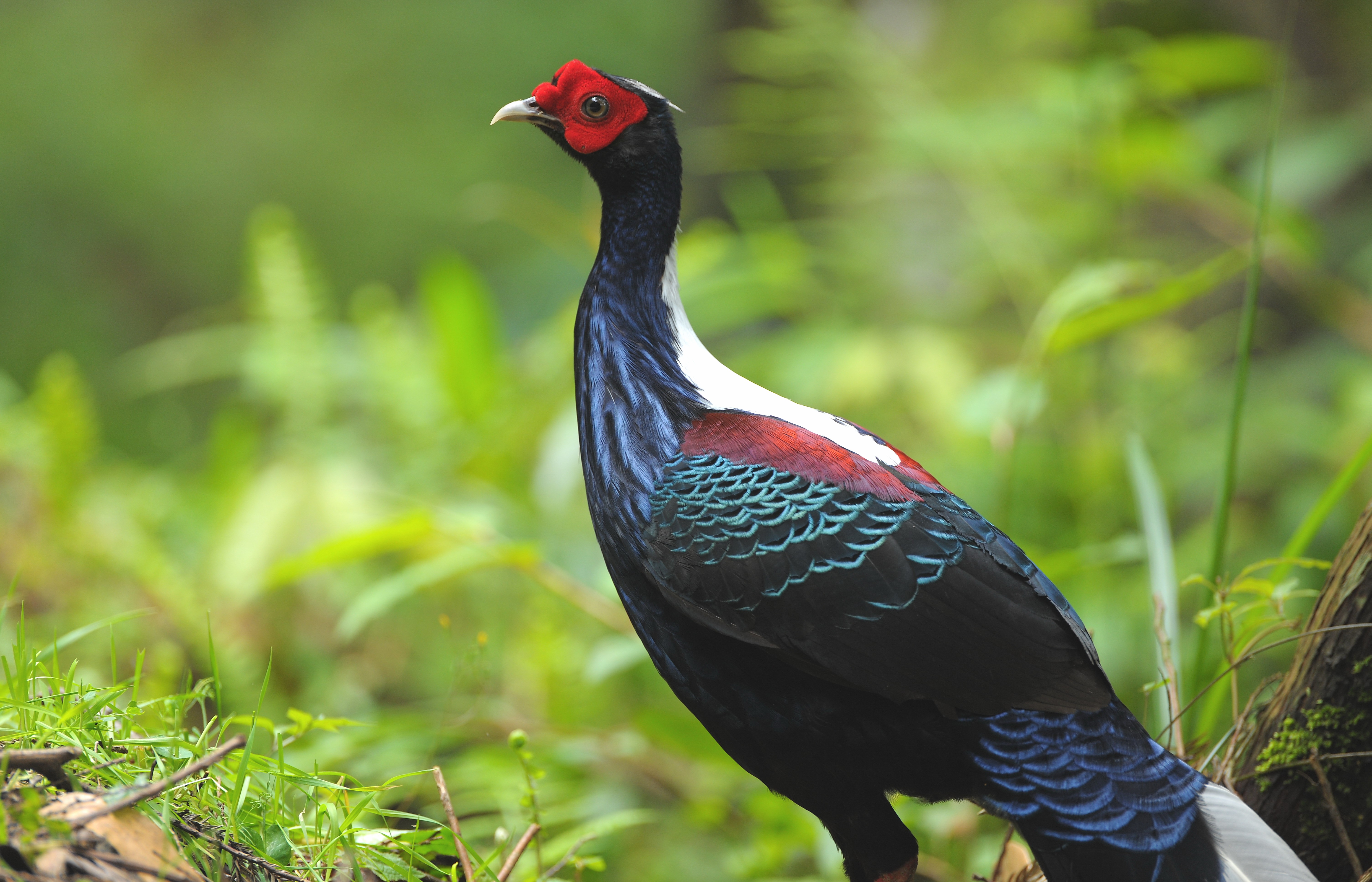
蓝鹇雄鳥

藍腹鷴為台灣保育類動物，分布於本島海拔300-2000公尺天然林。

## 生態習性
栖息在海拔2000公尺以下中低海拔的闊葉林或混生林中，行動謹慎，常常悄然无声地活动，故不易见到。
食物：以植物的果实、种子为食，也吃一些无脊椎动物。

## 外形特征
蓝鹇为深蓝色的大型雉类。雄性头颈黑色，羽冠白色有时带黑斑，后颈及颈侧为深蓝色，带悦目的金属光泽，上背白色，下背及尾上覆羽黑色，并具有宽阔的带金属光泽的蓝色羽缘，肩羽赤红色，翼上覆羽及次级飞羽黑色具宽阔的带金属光泽的绿色羽缘；初级飞羽棕色；尾羽除一对中央尾羽为鲜亮的白色外，均为黑色并带有蓝色光泽。雌性为雄性的暗色版本，以褐色、土黄和黑色的条纹为主要色调。

### 叫声
- 蓝鹇安静状态：
- 蓝鹇在安全状态下略有些兴奋，对周围很好奇的另一种：

## 繁殖与保护

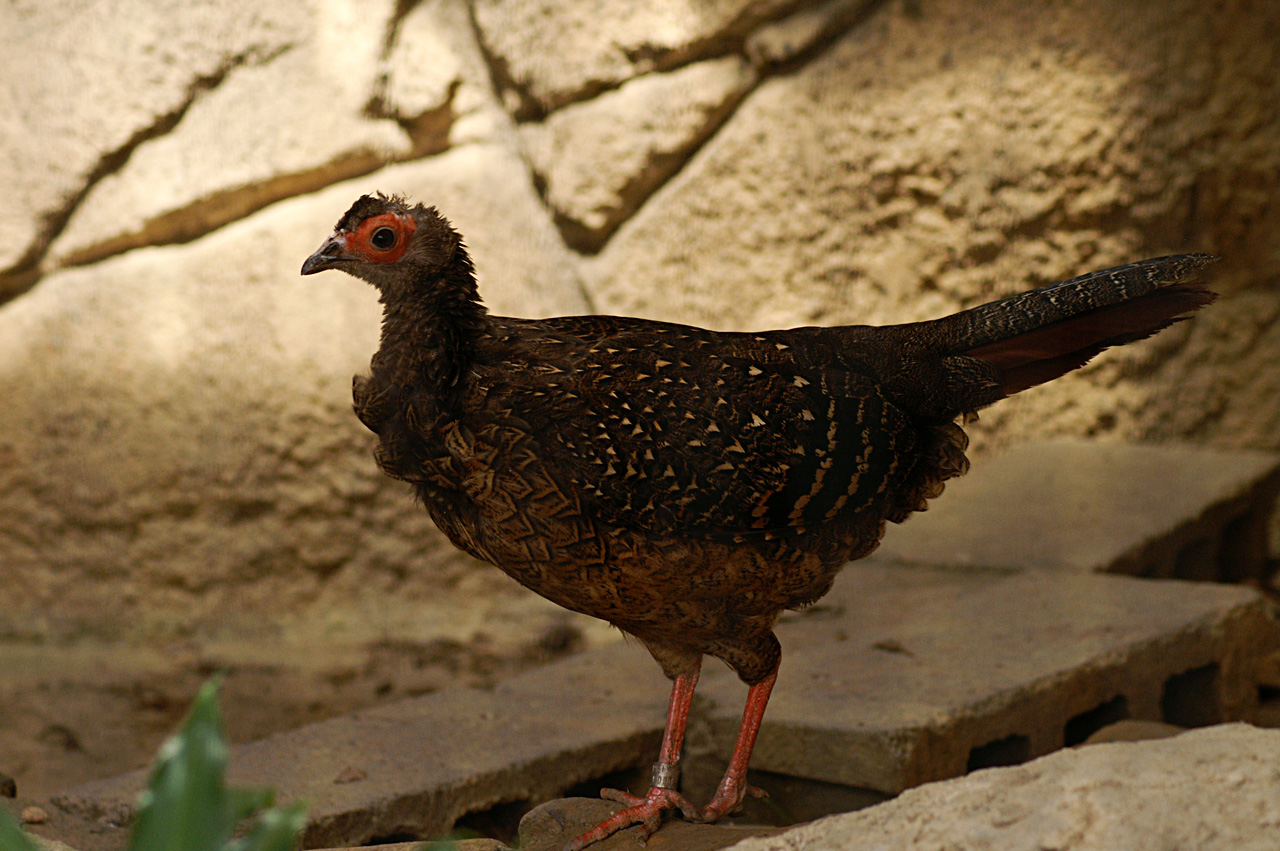
蓝鹇雌鳥。攝於臺北市立動物園

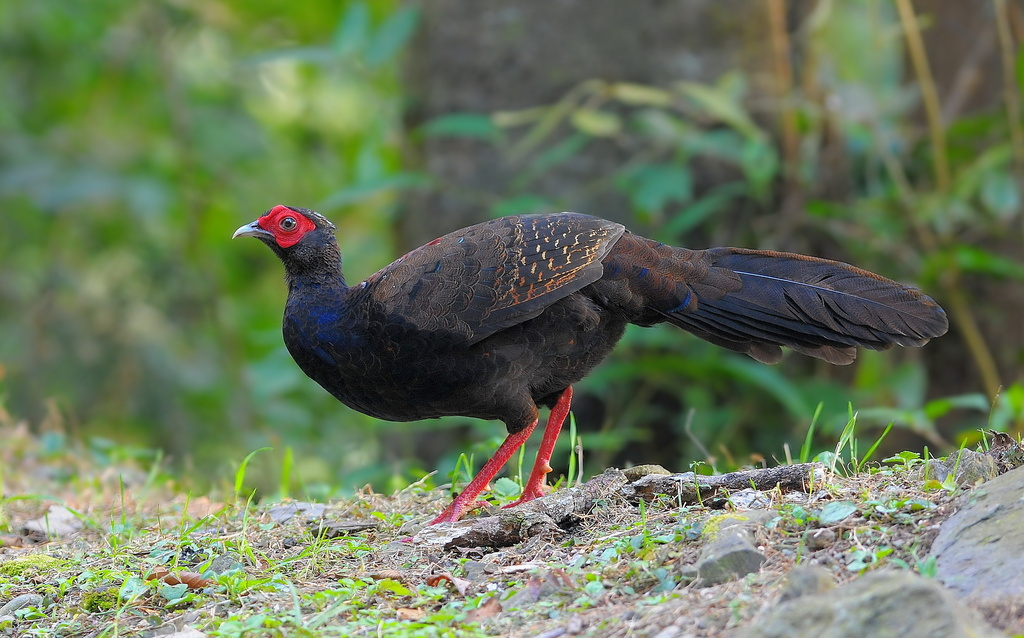
蓝鹇雄性亞成鳥

繁殖期在每年的4月－6月间，在地面上刨浅坑为巢，每次产卵2-12枚，呈乳黄色。孵化期大约25天，雏鸟两年达到性成熟。
- CITES濒危等级：附录I（生效年代：1997年）
- IUCN濒危等级：易危（生效年代：1996年）

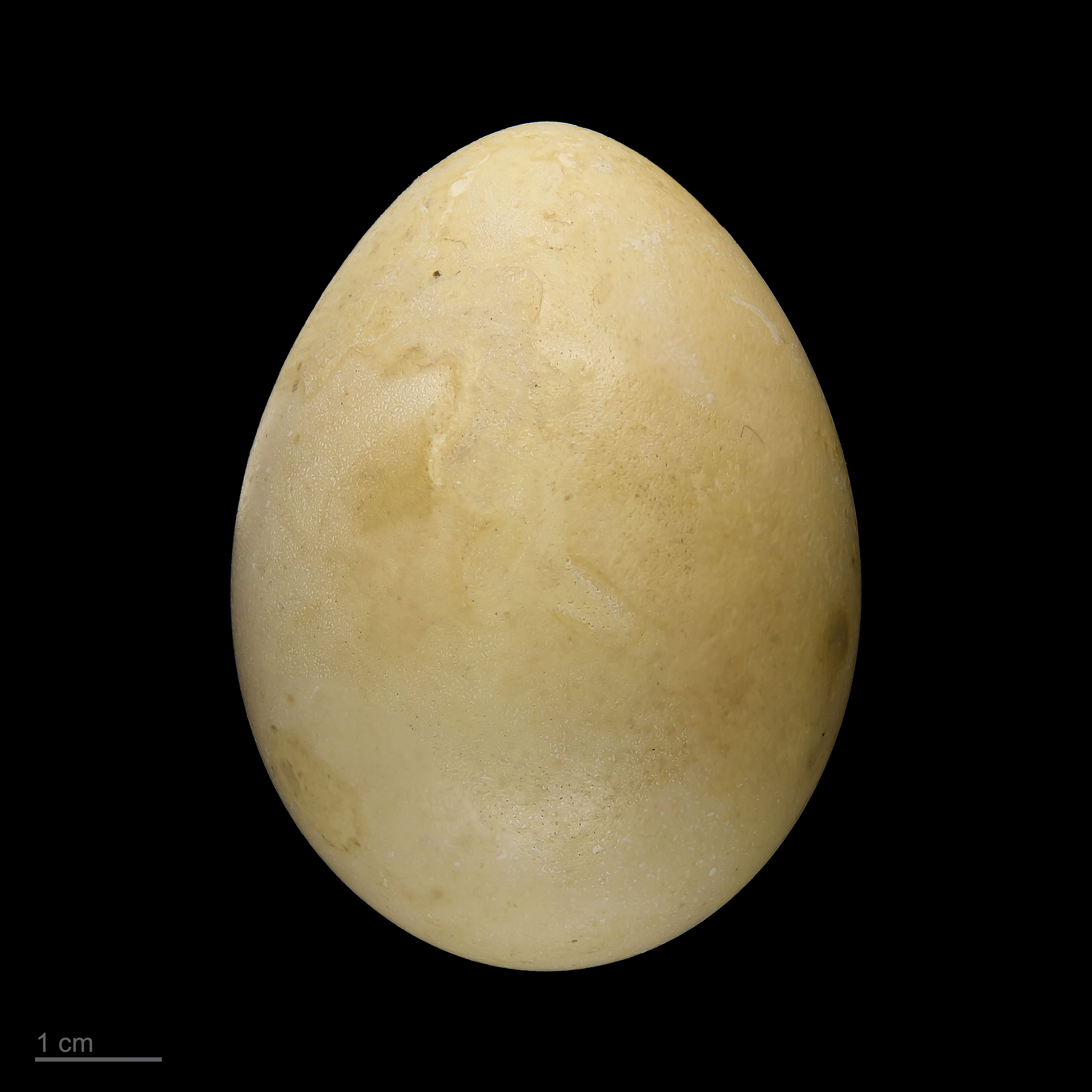
Lophura swinhoii

### 濒危因素
1. 栖息地破坏：本物种的栖息地為中低海拔森林，自漢人大量移居臺灣後便持續遭受破壞，以至适于蓝鹇生存的原始环境銳减，严重威胁本物种的生存。
2. 过度捕猎：最大的威胁还是来自於山地开发之后移民的捕猎行为，但在50－60年代，尚未实施全面禁猎政策之前，许多日本人和华侨在台湾观光购买纪念品时，喜欢带美丽的动物标本回去，这也刺激了对本物种的捕猎行为。

## 蓝鹇的发现和命名
藍腹鷴介紹於西方世界于1860年代，是19世纪博物学高速发展下的产物，它的发现者是博物学家、东方鸟类学研究的重量级人物、鸟类学家斯文豪（Robert Swinhoe）。
1862年4月1日，斯文豪得到了一张被有蓝色羽毛的大型雉类的皮，因为天气炎热，猎人怕尸体腐烂，没有给他带回完整的个体。斯文豪意识到这可能是一种新发现的大型雉类，当地人称它为“Wa-koe”（即「華雞」的泉腔台灣話發音 huâ-kue）。此后他多次让猎人努力采集这种雉类的标本，他自己也经常蹲守在Wa-koe可能出没的树林，可惜最终也没有看到它。过些时日，斯文豪终于得到一只完整的雄性标本。同年的12月8日，猎人送来了一只活体的雄鸟，这只鸟的羽毛光鲜完整，斯文豪把这只雄鸟辗转香港、印度送回了伦敦放养。随后，斯文豪又陆续捕获了一些活体送回英国。他在寄给《Ibis》（英国鸟类家学会的会刊）的多封信中记述了蓝鹇在笼养状况下的繁殖和换羽等行为，这是蓝鹇的生物学和饲养研究中最早的资料。
1862年，斯文豪回伦敦养病期間把在台湾采集到的一批珍贵标本交给英国鸟类画家約翰·古爾德（John Gould）。古爾德根据这些标本发表了16个新种，其中就有蓝鹇。

## 外部連結
- 蓝鹇的影像與簡介